# Комодијан Гаски
Комодијан (лат. Commodianus) је хришћански латински писац из 4. или 5. века, родом из Газе или Арла.
Све што је познато о Комодијану засновано је на информацијама које је он дао у својим списима. Стил и неке особености у избору вокабулара наводе на закључак да је био пореклом из неке провинције Африке. Сам Комодијан наводи да је одрастао и дуго живео као паганин, али да се, захваљујући Светом писму, преобратио у хришћанство. За себе користи епитет Газаеус, који може указивати на његову повезаности са градом Газом у Палестини или, пак, на то да је био заслужан за неку врсту подршке тамошњој цркви.
Научници се не слажу у томе где је Комодијан живео и радио. На једном месту у Комодијановим поукама помиње се папа Силвестара I (314-335), савременик Константина Великог, због чега га неки историчари датирају у 4. век, док други сматрају да је Комодијан живео у 3. веку, односно да врхунац његовог стваралаштва треба сместити у време око 270. године.
Од Комодијана су сачувана 2 апологетска дела у хексаметарском стиху, од којих је прво насловљено Одбрамбена песма против Јевреја и пагана или Песма о два народа, а друго Поуке или Упутства, односно, пуним именом, Поуке против паганских богова за хришћански наук. Одбрамбена песма, у 1.052 стиха, описује последње дане уочи апокалипсе и излаже хришћански наук у дидактичке сврхе.
Поуке се заправо састоје од 80 кратких песама у акростиху, који формирају почетна слова сваког стиха и указују на основну тематику песме. Изузетак је 60. песма, где су почетна слова стихова поређана абецедним редом, док у 80. песми почетна слова стихова, када се читају уназад, дају речи: Commodianus Mendicus Christi. Од ових осамдесет песама, њих 36 упућено је паганима с циљем да их се придобије за истинску веру, у девет песама писац настоји уверити Јевреје у исправност хришћанског учења, а остале су песме посвећене поуци катехумена и покајника.